# Piscine Deep-Joy Y-40

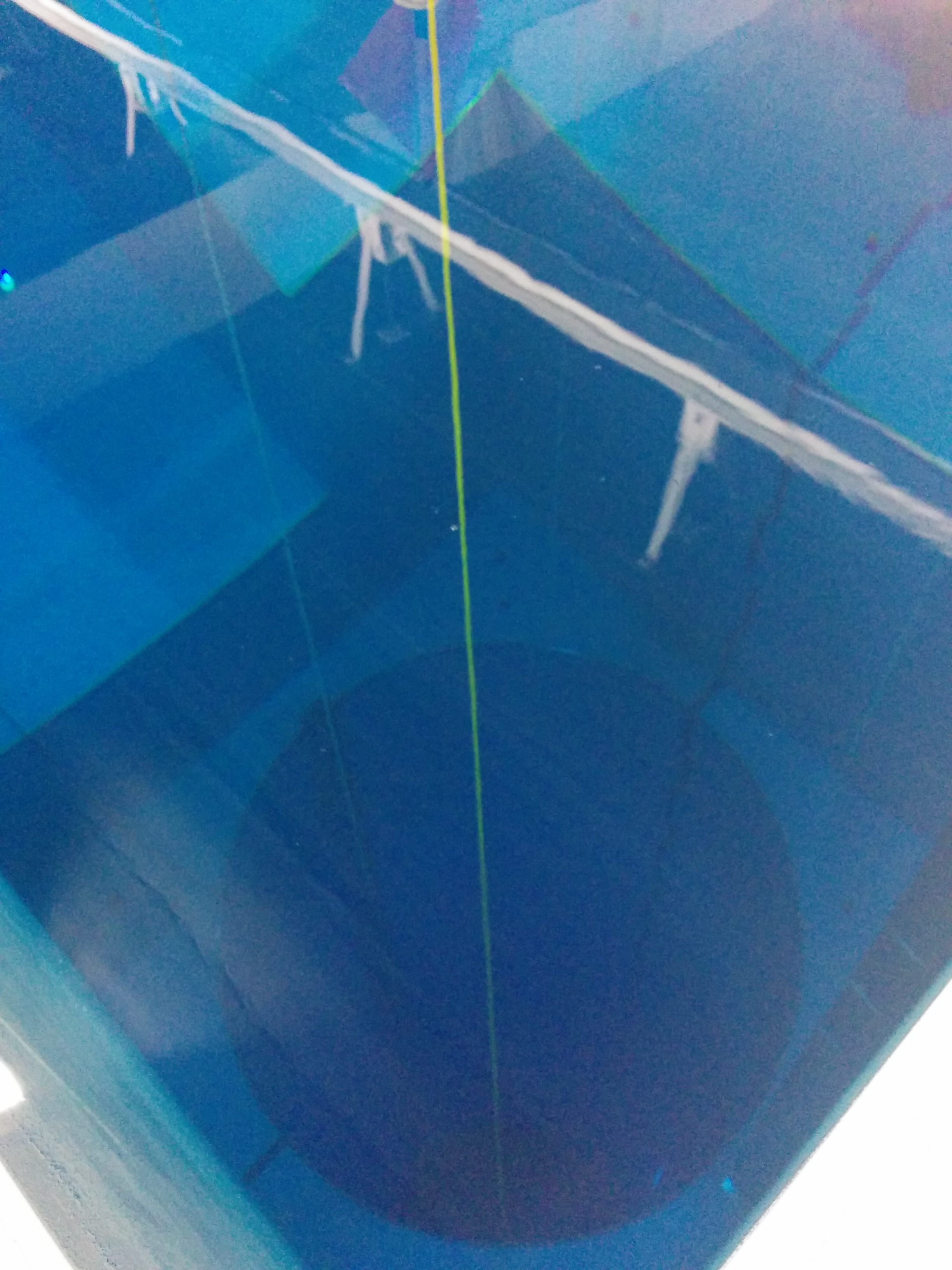
Le tunnel le plus profond de la piscine Y-40 de l'hôtel Terme Millepini.

Le bassin Deep Joy ou Y-40 est un centre de plongée implanté au sein du complexe de Montegrotto Terme, près de Padoue en Italie. La piscine de plongée est située dans l'hôtel Millepini sur la commune d'Abano Terme-Montegrotto Terme à côté de Padoue en région Vénétie.
Elle a une profondeur de 42 m à son point le plus profond et contient environ 4,3 millions de litres d'eau thermale. L'installation, conçue par Emanuele Boaretto, a été inaugurée le 5 juin 2014.
Le bassin est utilisé pour la formation de plongée, la plongée de loisir et la recherche scientifique. D'une longueur de 21 m et d'une largeur de 18 m, la piscine comporte diverses profondeurs intermédiaires.

## Description
Avant la construction de Y-40, la piscine Nemo 33 située à Bruxelles en Belgique était la plus profonde du monde avec 35,1 m.
La piscine comporte une fosse de plongée d'une profondeur de 42,15 m. L'accès au bassin est soumis à autorisation médicale préalable. Parmi les membres permanents de l'équipe responsable de la sécurité se trouve Alberto Calesella,. 